# El Ghnada
El Ghnada (àrab: الغنادة, al-Ḡnāda) és una vila de Tunisia, a la governació de Monastir. El municipi té 5.100 habitants en 2014.

## Administració
Forma una municipalitat o baladiyya, amb codi geogràfic 32 12 (ISO 3166-2:TN-12).
Al mateix temps, constitueix un sector o imada, amb codi geogràfic 32 55 55, dins de la delegació o mutamadiyya de Beni Hassen (32 55).